# Subway–Surface Trolley Lines (Philadelphia)
De Subway–Surface Trolley Lines  (lokaal soms Green Line genoemd) is een stedelijk tramnetwerk in Philadelphia, in het oosten van de Verenigde Staten. Samen met ander lijnen vormt het de  tram van Philadelphia. Het is een gemengd systeem: de lijnen rijden met klassieke trams op tram- en op semimetrotrajecten. Het netwerk sluit aan op (en is onderdeel van) de metro van Philadelphia.
SEPTA's Route 15, de Girard Avenue Line, is een andere tramlijn die groen is aangeduid op routekaarten, maar geen deel uitmaakt van het metrosysteem.

## Lijnen
Het stelsel bestaat uit vijf lijnen, die ter onderscheiding een eigen nummer gekregen hebben.
| Lijn | Eindpunten                                | Jaar | Lengte |
| ---- | ----------------------------------------- | ---- | ------ |
| 10   | 63rd–Malvern - Center City                | 1887 | 9,5    |
| 11   | Darby Transportation Center - Center City | 1858 | 10,8   |
| 13   | Darby Transportation Center - Center City | –    | 11,1   |
| 34   | 61st–Baltimore - Center City              | 1890 | 7,7    |
| 36   | 80th–Eastwick - Center City               | 1904 | 11,3   |

## Materieel
Het materieel van de Subway–Surface Lines is uniform en bestaat uit vierasser die in 1981-82 geleverd zijn door Kawasaki. De trams rijden op breedspoor (1588 mm) en worden gevoed door een bovenleiding via een trolleystang. Bij Alstom zijn 130 nieuwe lagevloertrams besteld, met een optie op nog eens 30 stuks. Ze worden geassembleerd in de Hornell fabriek in New York.